# Klanggarten (Douala)
Der Klanggarten (französisch: Le jardin sonore) ist ein Kunstobjekt im öffentlichen Raum in Douala, Kamerun. Es handelt sich um eine 2010 realisierte begehbare dreigeschossige Holzkonstruktion von Lucas Grandin. Sie macht einen kleinen Botanischen Garten, eine Klangorgel, die mit Wassertropfen funktioniert, und den nahegelegenen Wouri-Fluss per Panoramablick erlebbar.

## Das Kunstwerk
Lucas Grandin begann im Februar 2010 mit dem Bau der dreistöckigen Holzkonstruktion. Die Arbeit stieß auf großes Interesse der Bewohner des Viertels. An einem Ort, der zuvor den Charakter einer wilden Mülldeponie am Fluss hatte, entstand ein sozialer Treffpunkt und Ort der Kontemplation, der die städtische Lärmkulisse mit dem Geräusch von Wassertropfen überdeckt. Während der Kunsttriennale SUD Salon urbaine de Douala 2010 beteiligte der Künstler die Einwohner von Bonamouti in Vorbereitungstreffen am Produktionsprozess, der Neugestaltung des Gebiets und der Ausgestaltung des Bauwerks.
Der Botanische Garten befindet sich innerhalb der Holzstruktur und umfasst Blumen, Kosmetikpflanzen, Gewürze und Heilpflanzen. Der Klanggarten ist mit einem nachhaltigen „Tropf“-Bewässerungssystem (Hydrokultur) ausgestattet, das einen autonomen Betrieb von bis zu sechs Monaten ermöglicht. Regenwasser wird gesammelt, in Fässern gespeichert und dann über transparente Rohre Tropfen für Tropfen an den vertikalen Garten abgegeben. Dieses System funktioniert ohne Wasserverluste und macht einen ständigen Einsatz der Bewohner entbehrlich. Die Wassertropfen fallen in Kisten unterschiedlicher Größe, erzeugen Töne und bewässern die Pflanzen für die Bewohner von Bonamouti. Die unterschiedlichen Töne, die aus dem Garten dringen, haben einen direkten Bezug zum Wasserbedarf der Pflanzen. Der hängende Garten gedeiht beim Klang der Tropfen und lädt die Öffentlichkeit ein, den Wouri-Fluss von den drei Ebenen aus zu beobachten.

Der Klanggarten hat eine Höhe von 10 Metern, eine Länge von 6,83 Metern und eine maximale Breite von 4,52 Metern. Seine Gesamtfläche beträgt 35 Quadratmeter, verteilt auf drei Ebenen (Erdgeschoss 20 m², 1. Geschoss 10 m² und 2. Geschoss 5 m²). Er wurde während des SUD-Salon Urbain de Douala 2010 eingeweiht.

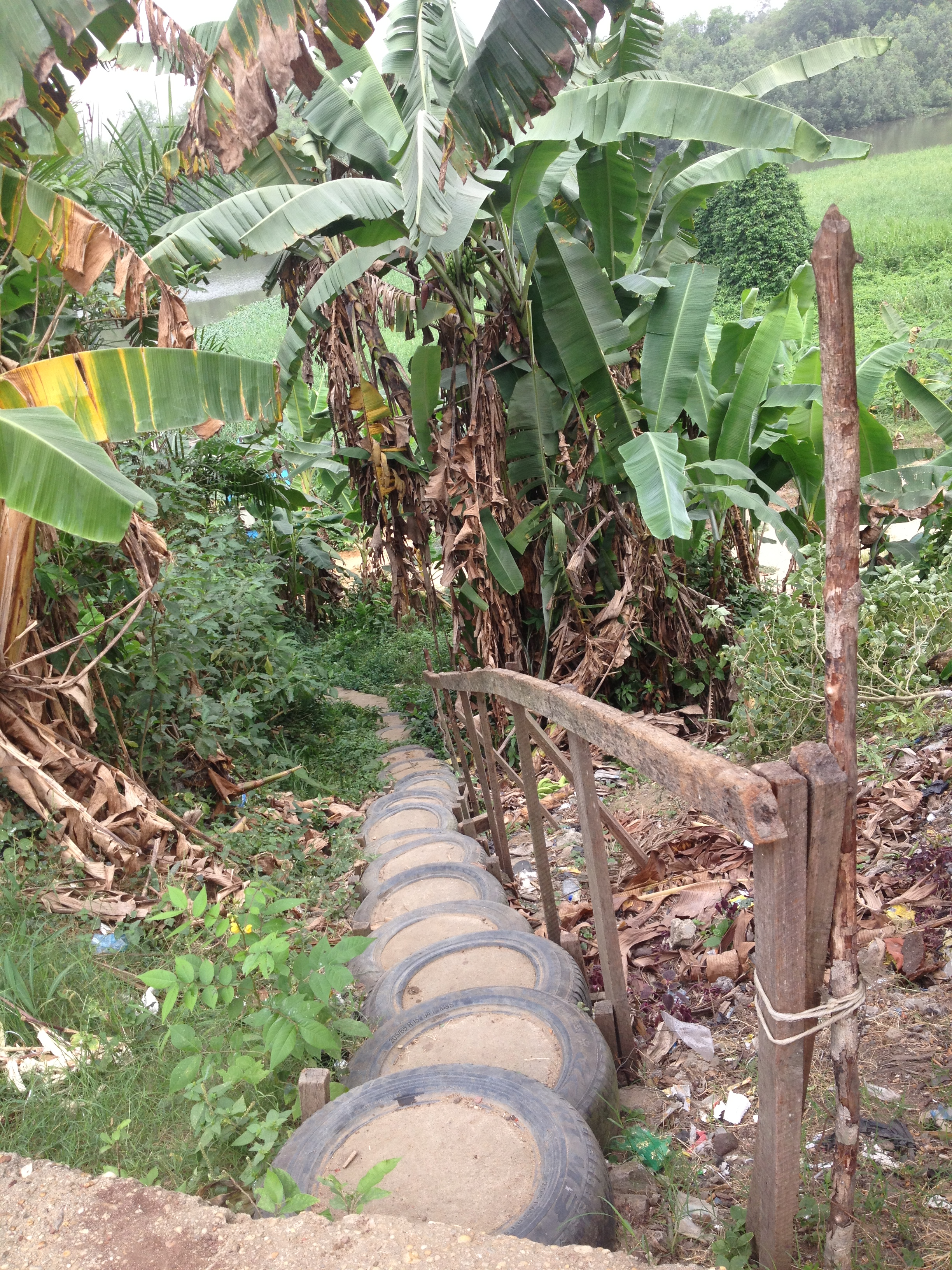
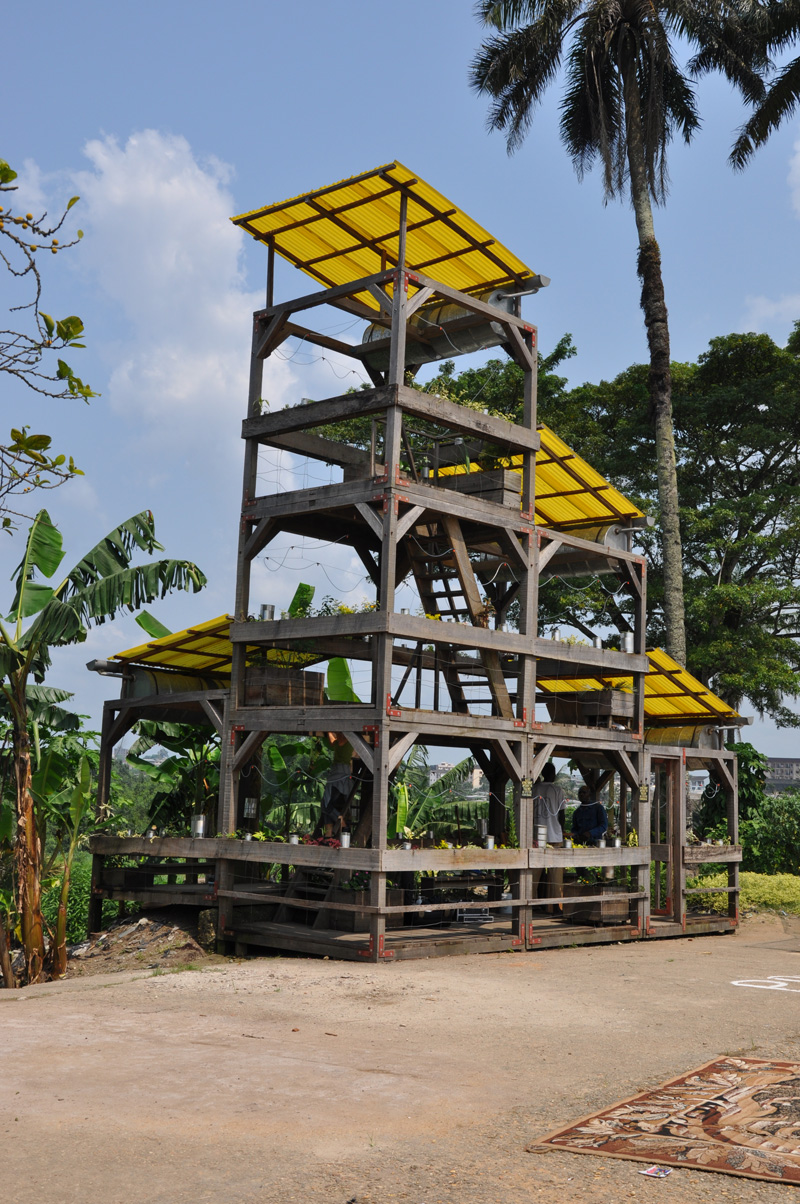
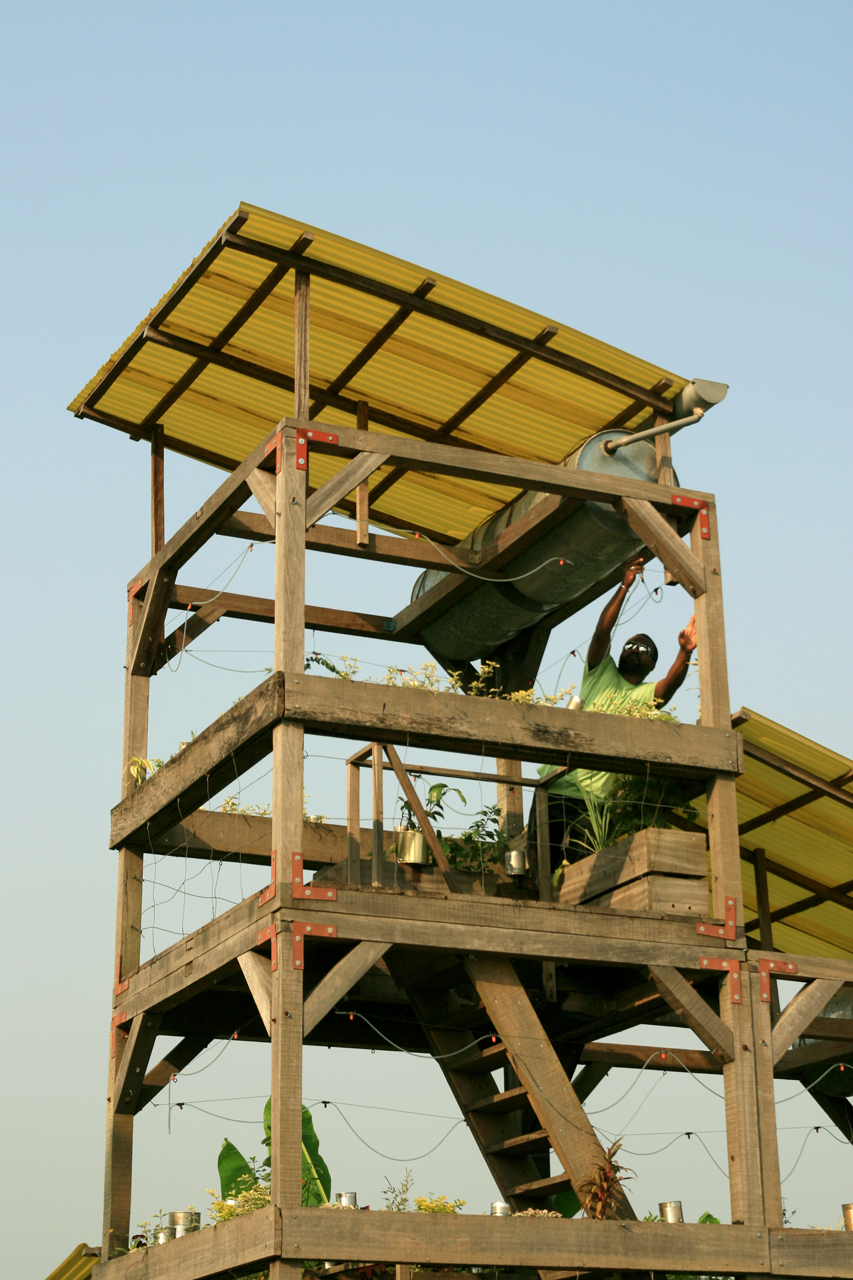
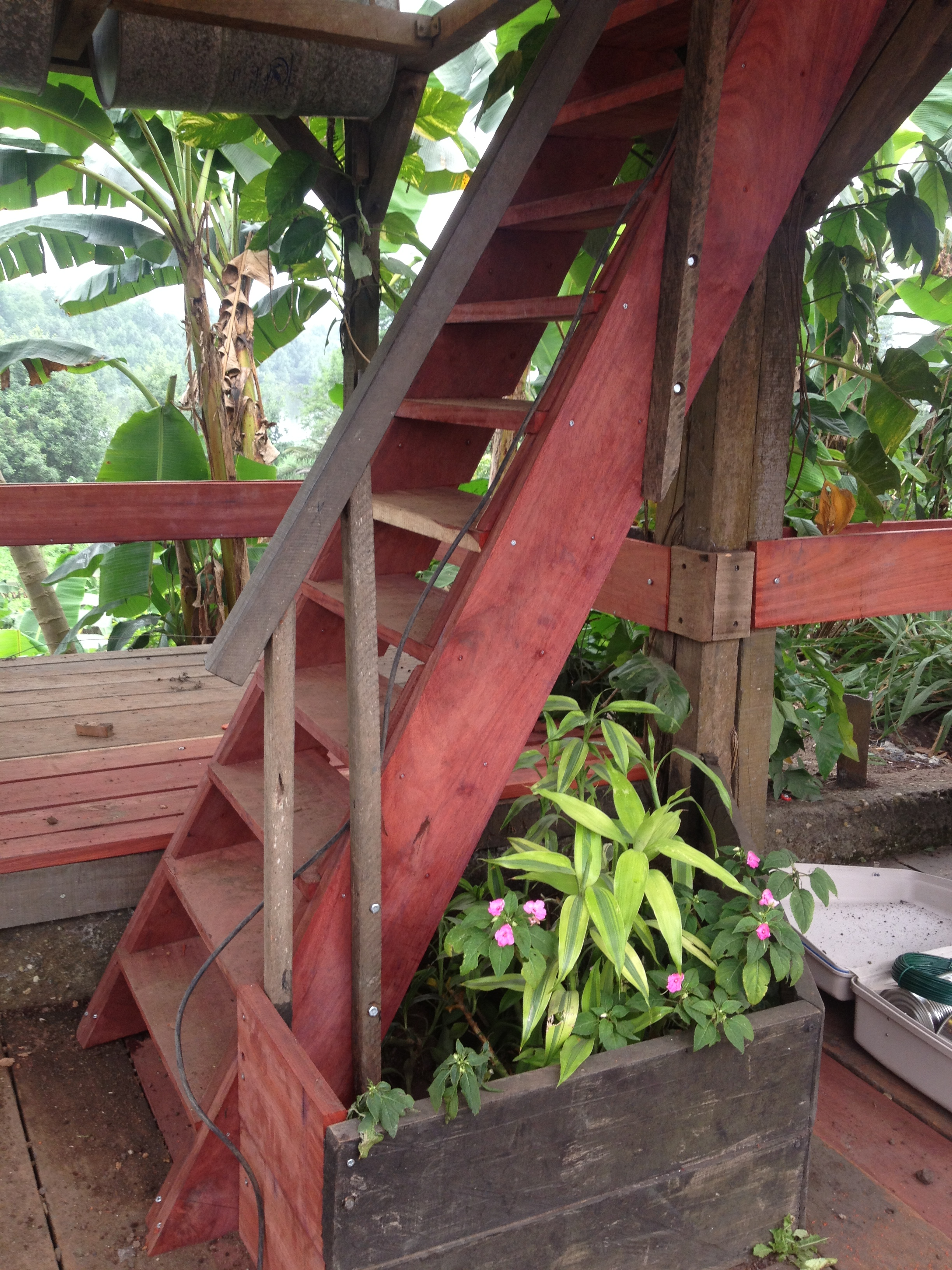
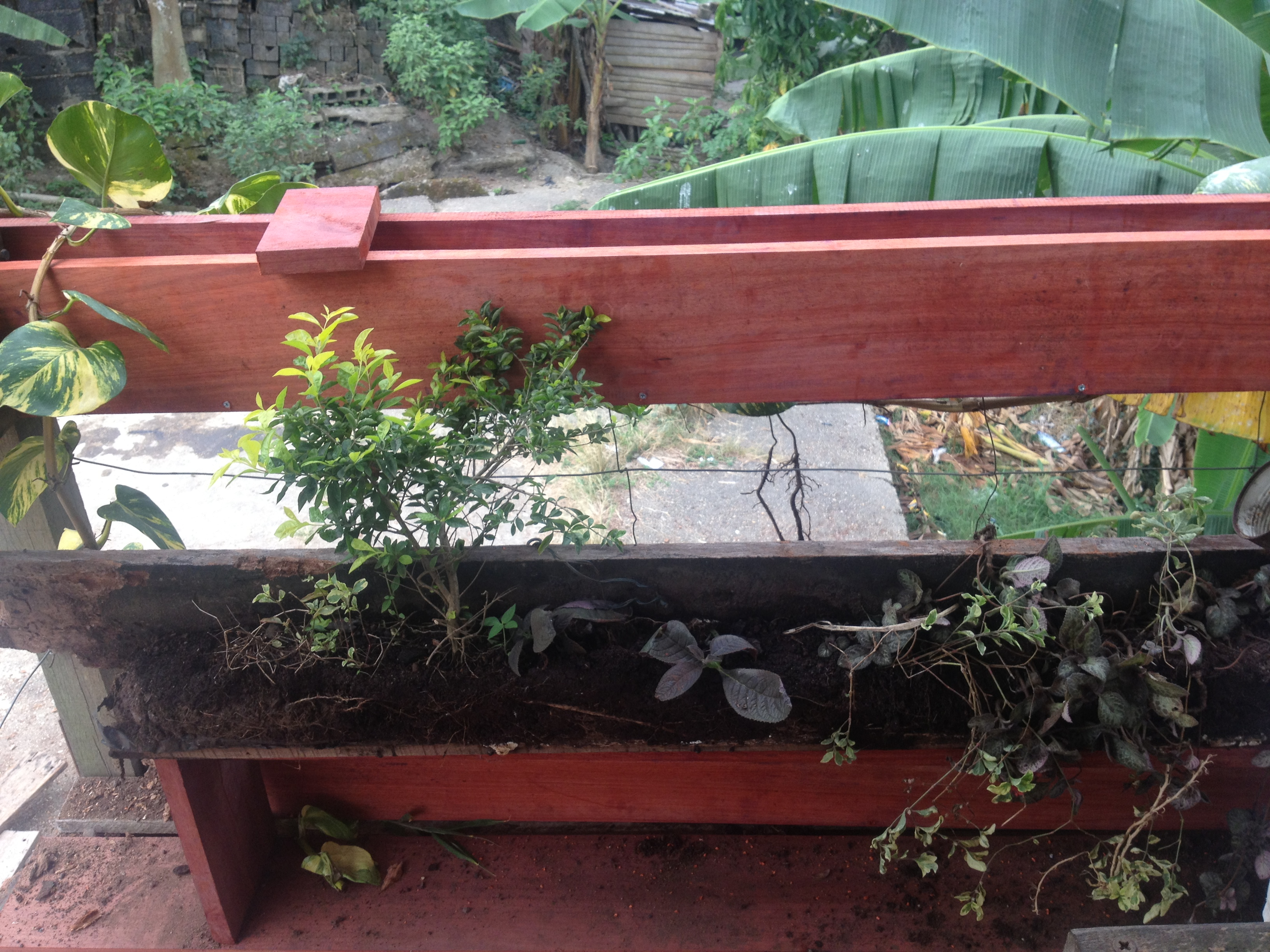
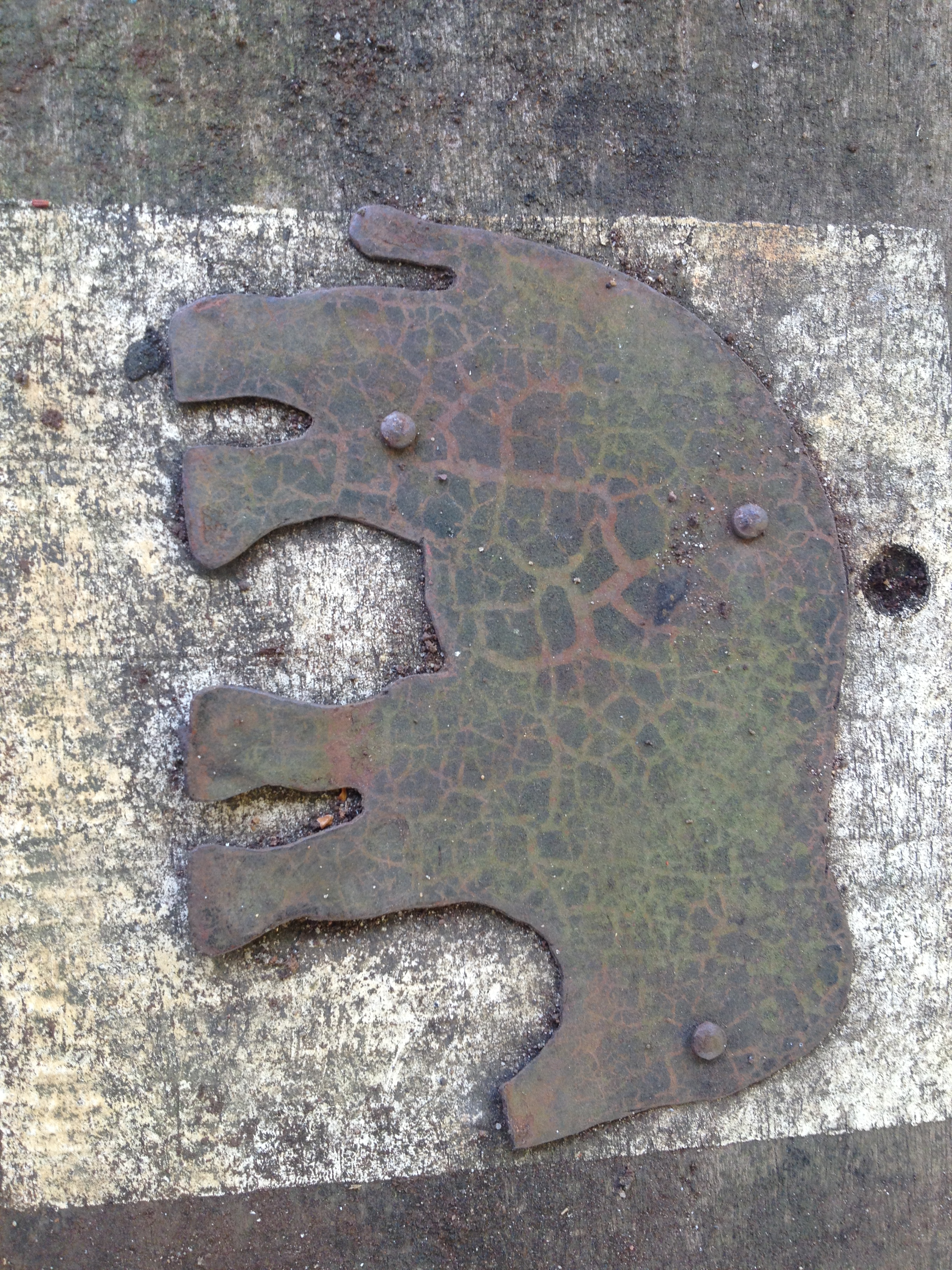
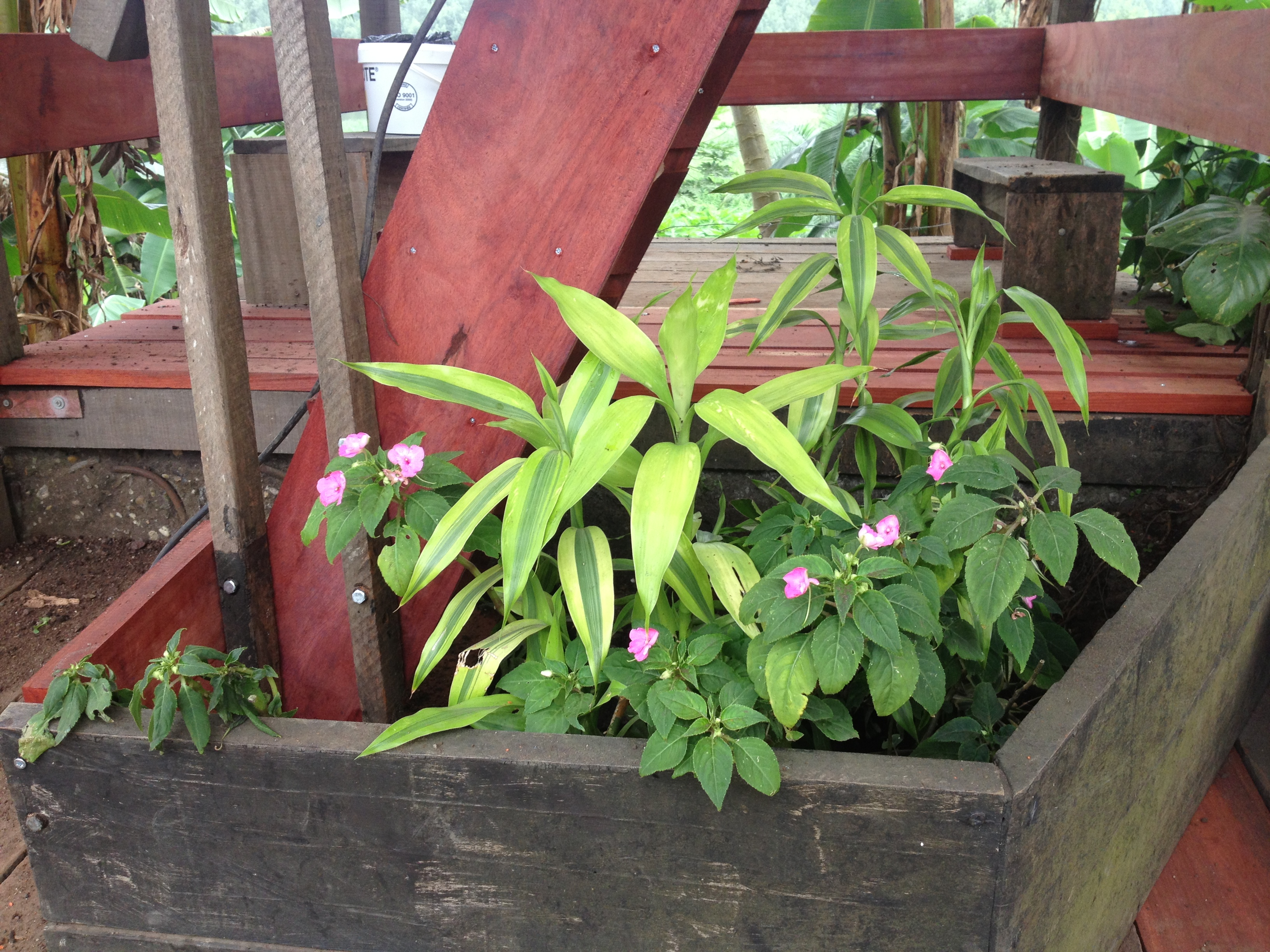
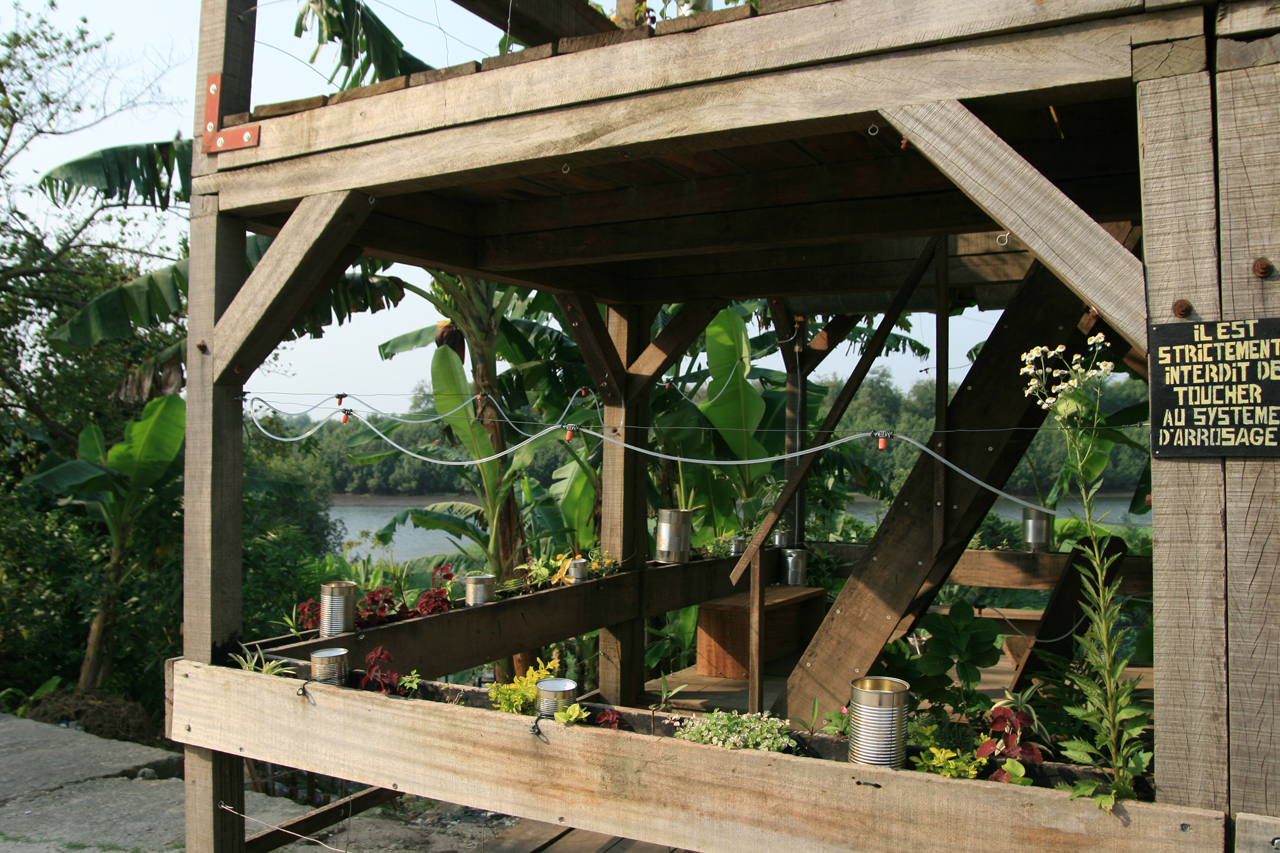
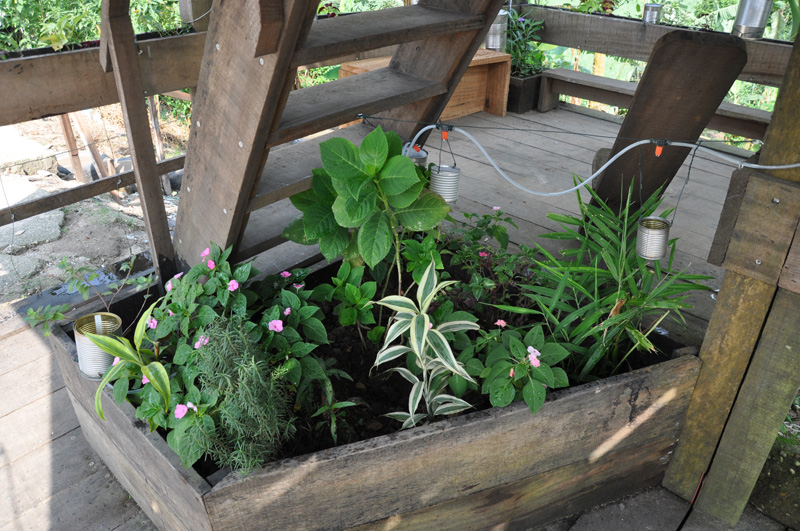
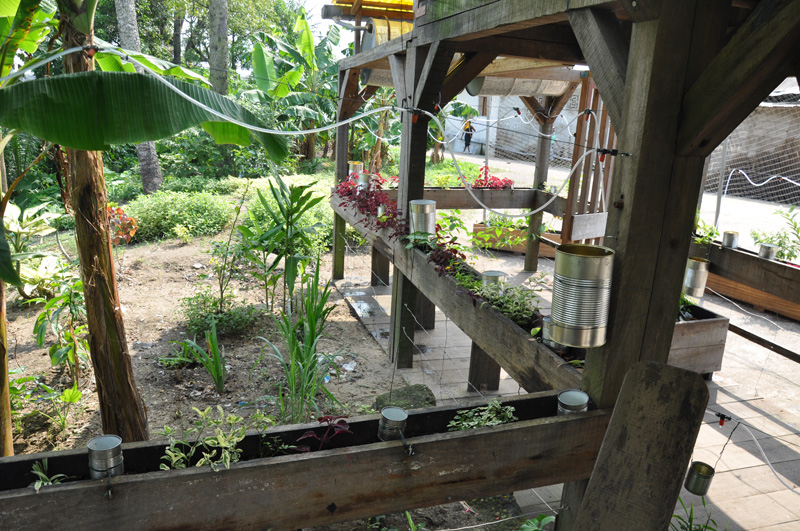
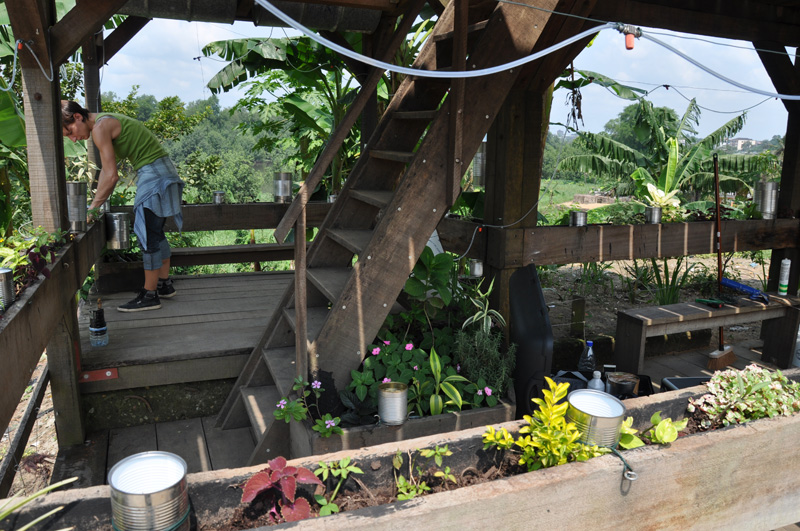
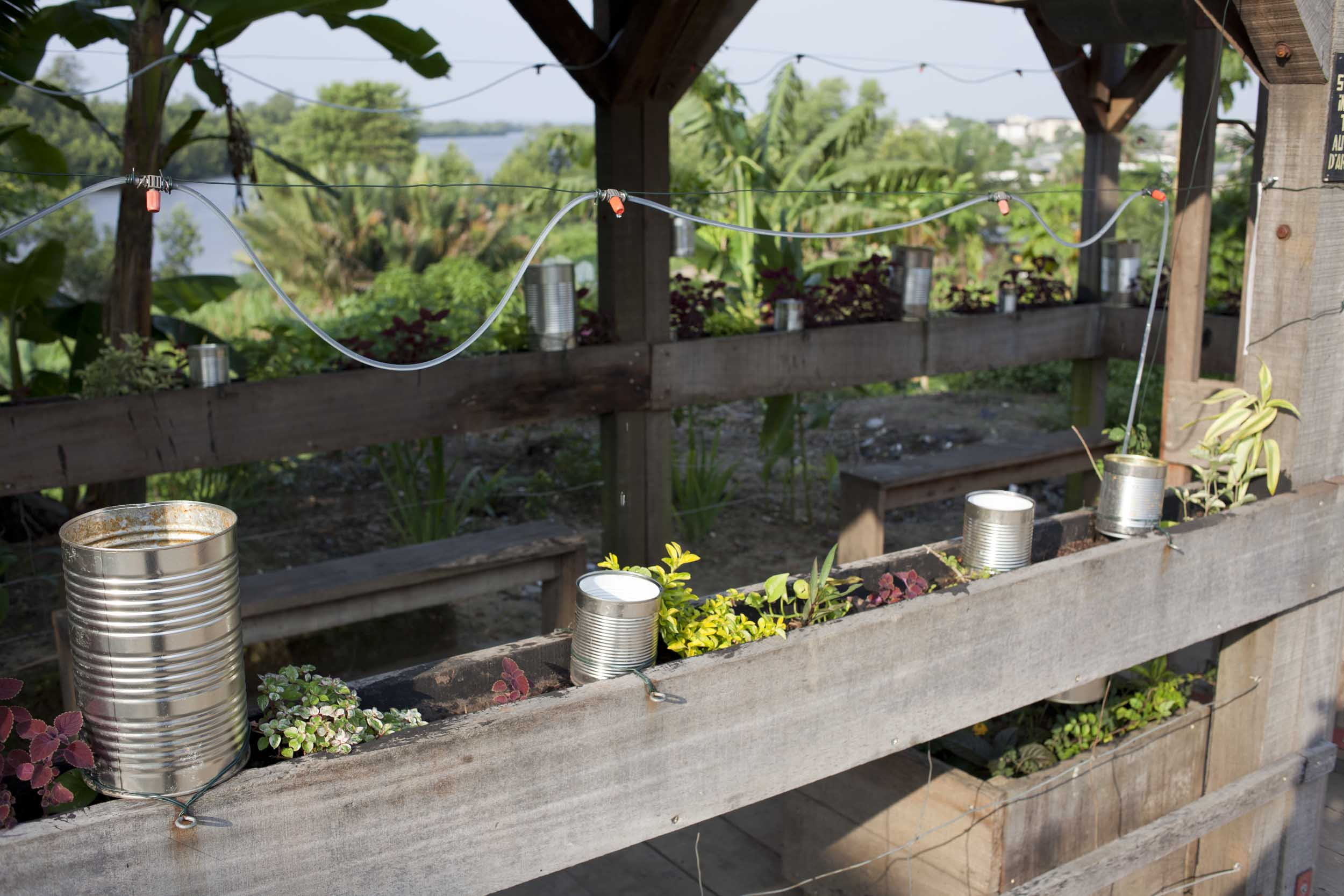
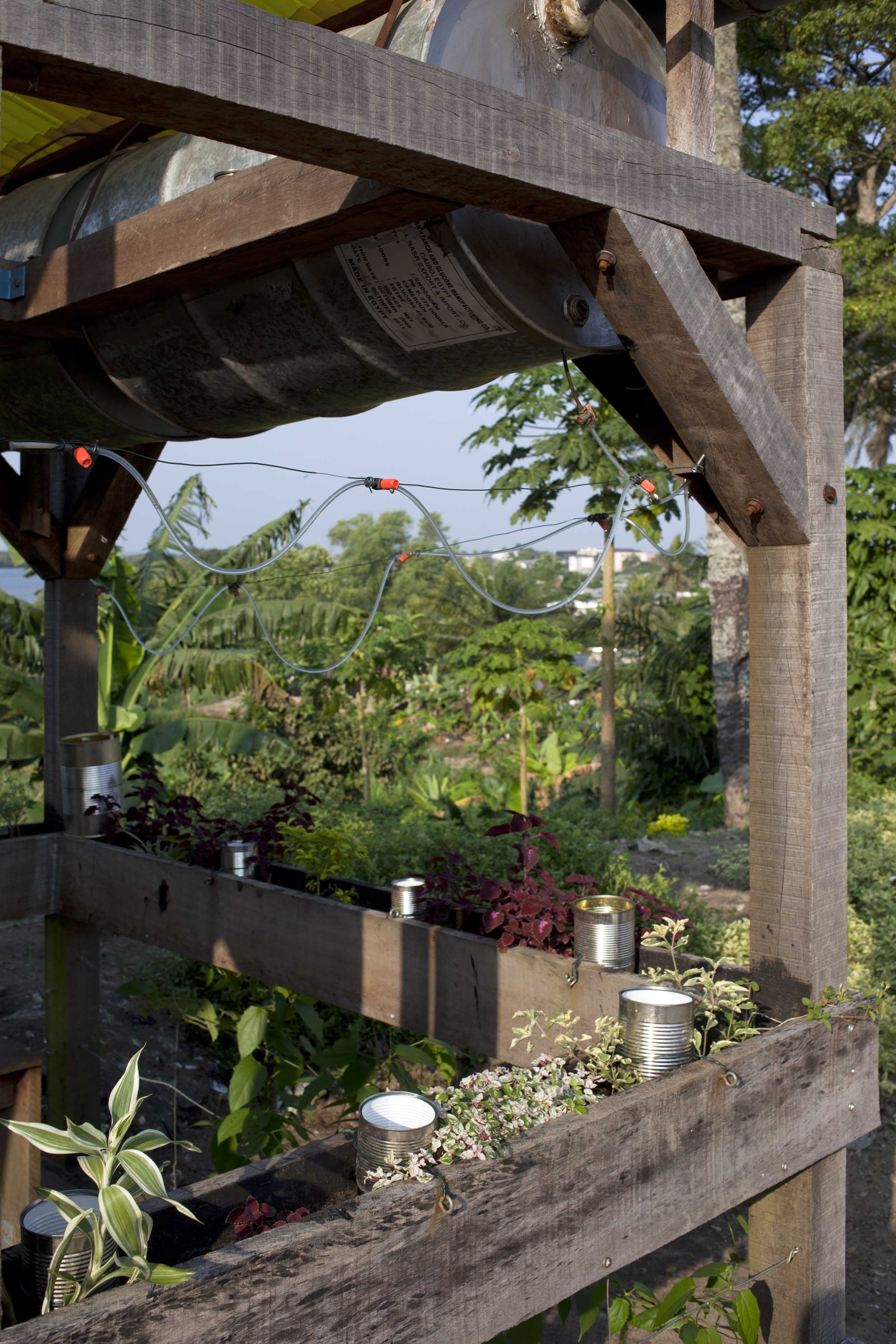
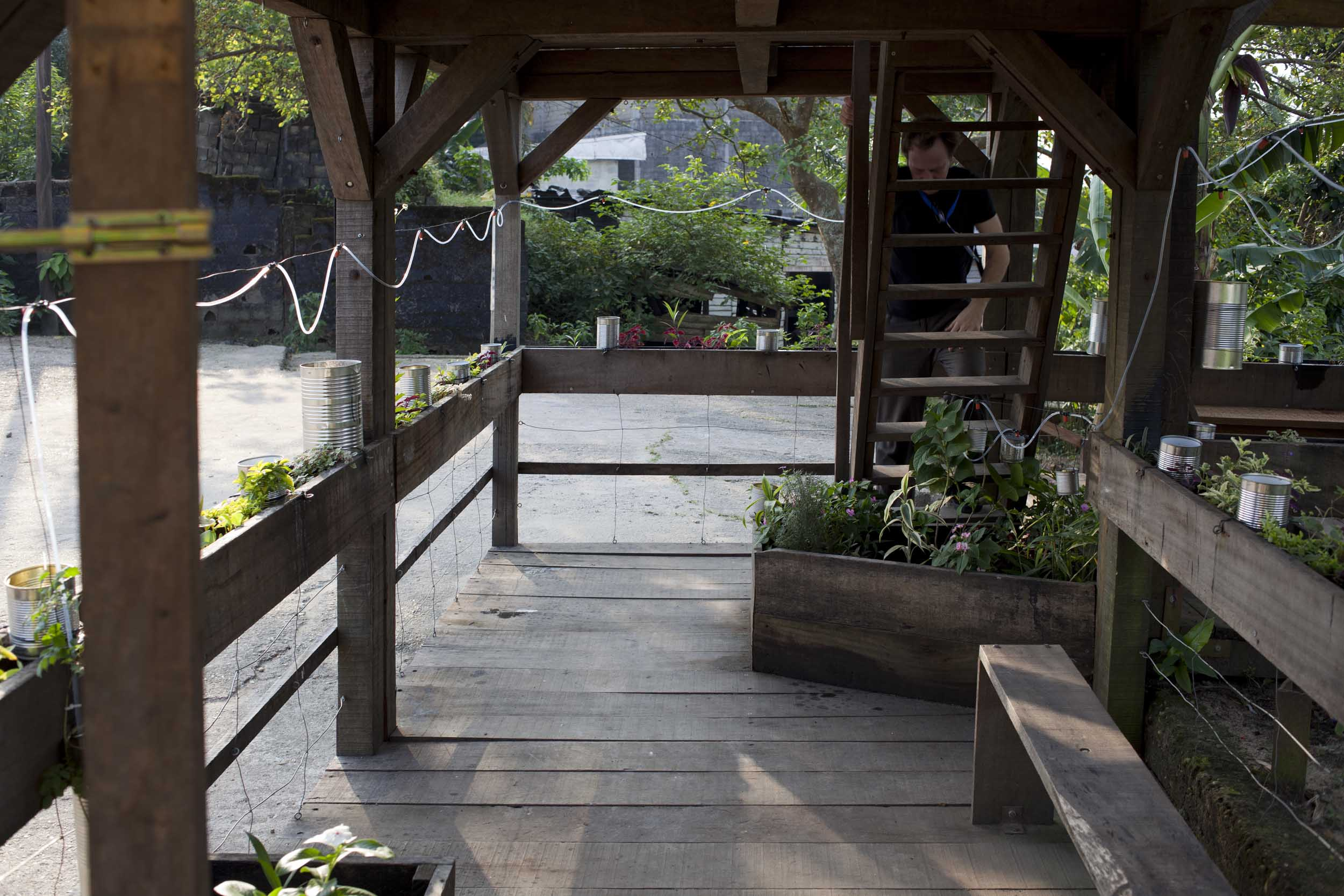
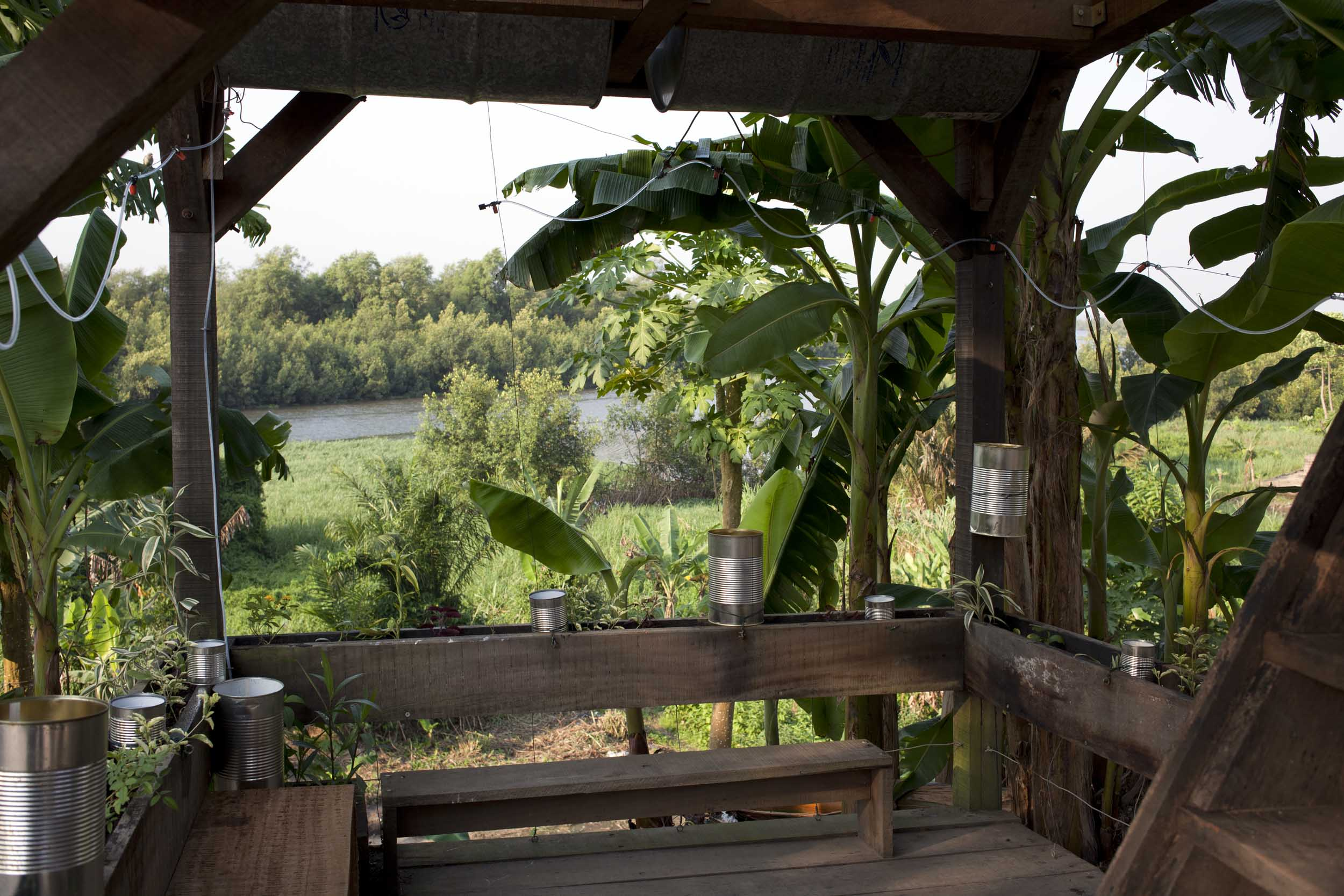

Der Klanggarten wurde 2012 und 2013 durch Reparatur und Austausch beschädigter Holzteile ausgebessert.

## Bibliographie
- Luca Botturi, Nicla Borioli, Iolanda Pensa, Marta Pucciarelli: Le jardin sonore. (PDF) In: SUPSI – Fachhochschule der italienischen Schweiz. Abgerufen am 1. Januar 2024 (italienisch).
- Kaze, R. and Tchakam, S. (2009): «Les mots écrits de New Bell de Hervé Yamguen». In Liquid no 03, [juillet – août – septembre 2009].
- Verschuren, K., X. Nibbeling and L. Grandin. (2012): Making Douala 2007-2103, Rotterdam, ICU art project
- Pensa, I. (2012): «Public Art and Urban Change in Douala». In Domus, 7. April 2012. http://www.domusweb.it/en/art/2012/04/09/public-art-and-urban-change-in-douala.html
- Van Der Lan, B. and Jenkins R.S. (eds) (2011). Douala: Intertwined Architectures, The Netherland: ArchiAfrica
- E.L. (2014): « Au bord du Fleuve Wouri, un jardin sonore et participatif» In Beaux Arts Magazine, L’art en Vacance. [août 2014]
- Van der Lans, B. (2010): «Salon Urbaine de Douala 2010». In Architecture plus, 30. Dezember 2010
- Van der Lans, B. (2013): «Best practices in culture-based urban development». In David Adjaye and Simon Njami (Eds) Visionary Africa: Art & architecture at work (III Ed.). Brussels, European Commission and Centre for Fine Arts (bozar).
- Oforiatta-Ayim, N. (2011): «Speak Now». In Frieze Magazine, [1st May 2011]. http://www.frieze.com/article/speak-now
- Greenberg, K. (2012): «La ville en tant que site: création d’un public pour l’art contemporain en Afrique». In Carson Chan, Nadim Samman (Eds.) Higher Atlas / Au-delà de l’Atlas – The Marrakech Biennale [4] in Context. Sternberg Press
- Schemmel, A. (2011) « Main discourses of the 2d Salon Urbain de Douala (SUD) in Cameroon seen by an Indian runner duck». In Andrea Heister, Bonaventure Soh Bejeng Ndikung, (Re-) Mapping the field: a bird’s eye view on discourses. Berlin Germany, Savvy. Art, Contemporary, Africa.
- Lettera 27, (2013): «Trasformazioni urbane: l’edizione 2013 di SUD, a Douala» In Lettera 27. [29 novembre 2013] http://www.lettera27.org/index.php?idlanguage=2&zone=9&idprj=1749&idnews=2763
- Marta Pucciarelli: Douala. Final Report. University of Applied Sciences and Arts of Southern Switzerland, Laboratory of visual culture, 2014 (englisch, supsi.ch [PDF])..
- Pensa, Iolanda (Ed.) 2017. Public Art in Africa. Art et transformations urbaines à Douala /// Art and Urban Transformations in Douala. Genève: Metis Presses. ISBN 978-2-94-0563-16-6.